# Roumanie aux Jeux paralympiques d'hiver de 2022
La Roumanie participe aux Jeux paralympiques d'hiver de 2022 à Pékin en Chine du 4 au 13 mars 2022. Il s'agit de sa quatrième participation à des Jeux d'hiver.
Deux sportifs seront présents, : Laura Văleanu et Mihăiță Papară. La première était la seule représente roumaine aux jeux de 2010 et 2014 alors que le second était le seul représentant en 2018.

## Compétition

### Ski alpin
Laura Văleanu a été blessée dans un accident de moto en 2006 et sa jambe droite a été amputée sous le genou. Elle est classée LW4, et concourt en position debout. Son meilleur classement aux jeux était une cinquième place en slalom en 2014.

### Snowboard
Mihăiță Papară a commencé le snowboard (SB-LL1) après un accident de voiture à la suite duquel une de ses jambes a été amputée, à l'âge de 25 ans. Présent à PyeongChang, il avait fini à la onzième place des deux épreuves.